# 4-я смешанная авиационная дивизия
4-я смешанная авиационная дивизия — воинское соединение Рабоче-крестьянской Красной армии в Великой Отечественной войне.

## История
Дивизия сформирована в августе 1940 года в Ленинградском военном округе. С 17 августа 1940 вошла в состав Прибалтийского особого военного округа. В составе действующей армии с 22 июня 1941 года по 22 февраля 1942 года.
На 22 июня 1941 года управление дивизии базировалось в Таллине; полки, входящие в состав дивизии базировались на аэродромах Таллин, Куусику, Тарту, Хаапсалу. Имела в своём составе 197 (по другим данным 195) самолётов, из них 63 (61) истребитель и 134 бомбардировщика.
При первом налёте люфтваффе на аэродромы дивизия потерь не понесла. Полки, входящие в дивизию, действовали в Прибалтике, в том числе совершали налёты на отражение десантов на побережье. Очевидно, в июле 1941 года из Эстонии перебазировалась на другие аэродромы и дивизия, а точнее то, что от неё осталось, осуществляла воздушную поддержку войск на северо-западном направлении, в Псковской и Новгородской областях. С августа 1941 года действовала в интересах 27-й армии, отходившей от Холма на Демянск. Базировалась, в частности, на аэродроме в городе Крестцы. После переименования 27-й армии — в интересах 4-й ударной армии в районе Демянска и озера Селигер.
На 1 января 1942 года дивизия имела в своём составе 21 ЛаГГ-3, 17 И-15 бис, 2 СБ, 20 У-2 — всего 60 самолетов, из них 7 неисправных.
22 февраля 1942 года обращена на формирование Управления ВВС 4 ударной армии.

## Состав дивизии
На 22.06.1941 года
Управление — Таллин
35-й скоростной бомбардировочный авиационный полк — Тарту
38-й истребительный авиационный полк — Таллин
50-й скоростной бомбардировочный авиационный полк — Хаапсалу
63-й скоростной бомбардировочный авиационный полк — Куусику

В разное время
- 21-й истребительный авиационный полк (c 18.08.1941 по 22.02.1942)
- 28-й истребительный авиационный полк (c 27.08.1941 по 20.11.1941)
- 35-й бомбардировочный авиационный полк (с 22.06.1941)
- 38-й истребительный авиационный полк (c 22.06.1941 по август 1941)
- 50-й бомбардировочный авиационный полк (с 22.06.1941)
- 62-й штурмовой авиационный полк[1] (09.1941 - 12.1941)
- 214-й штурмовой авиационный полк[2]
- 63-й бомбардировочный авиационный полк (с 22.06.1941)
- 272-й истребительный авиационный полк (сентябрь-октябрь 1941)
- 429-й истребительный авиационный полк (c 16.09.1941 по 22.02.1942)
- 659-й истребительный авиационный полк (с 04.01.1942 по 22.02.1942)
- 675-й лёгкий бомбардировочный авиационный полк (с 28.12.1941 по январь 1942)
- 11-я отдельная авиационная эскадрилья пограничных войск НКВД (с 06.07.1941 по август 1941)

## Подчинение
| Дата            | Фронт (округ)         | Армия             | Корпус | Примечания |
| --------------- | --------------------- | ----------------- | ------ | ---------- |
| 22.06.1941 года | Северо-Западный фронт | -                 | -      | -          |
| 01.07.1941 года | Северный фронт        | -                 | -      | -          |
| 10.07.1941 года | Северо-Западный фронт | -                 | -      | -          |
| 01.08.1941 года | Северо-Западный фронт | -                 | -      | -          |
| 01.09.1941 года | Северо-Западный фронт | 27-я армия        | -      | -          |
| 01.10.1941 года | Северо-Западный фронт | 27-я армия        | -      | -          |
| 01.11.1941 года | Северо-Западный фронт | -                 | -      | -          |
| 01.12.1941 года | Северо-Западный фронт | -                 | -      | -          |
| 01.01.1942 года | Северо-Западный фронт | -                 | -      | -          |
| 01.02.1942 года | Калининский фронт     | 4-я ударная армия | -      | -          |

## Командиры
- Пятыхин Иван Гаврилович, 08.1940 по 03.1941
- Самохин, Иван Климентьевич, полковник, с 22.06.1941 — 22.02.1942